# Ewa Dębowska
Ewa Alicja Dębowska – polska fizyk, dr hab. nauk fizycznych, profesor nadzwyczajny Instytutu Fizyki Doświadczalnej i prodziekan Wydziału Fizyki i Astronomii Uniwersytetu Wrocławskiego.

## Życiorys
Obroniła pracę doktorską, 22 lutego 1993 habilitowała się na podstawie pracy zatytułowanej Badanie struktury elektronowej układów metal-wodór metodą anihilacji pozytonów. Otrzymała nominację profesorską. Objęła funkcję profesora nadzwyczajnego w Instytucie Fizyki Doświadczalnej, a także prodziekana na Wydziale Fizyki i Astronomii Uniwersytetu Wrocławskiego.